# غار ناوناخوی
غار ناوناخوی (گرجی: ნავენახევის მღვიმე) یک غار در گرجستان است که در کوتائیسی جای دارد.